# بولانساز
بولانساز (انگلیسی: Bulansaz) یک شهرک در شهرستان شارانسکی استان باشقیرستان کشور روسیه است.